# Lista de recordes da MLB na carreira
Esta é uma lista dos atuais detentores de alguns recordes da Major League Baseball . Apesar de vários destes recordes terem suas próprias páginas com uma análise exaustiva de cada recorde, a lista serve para uma visualização mais fácil de cada um deles:

## Recordes em rebatidas: carreira (1876–presente)
| Recorde                                 | Jogador          | #      |
| --------------------------------------- | ---------------- | ------ |
| Maior média em rebatidas                | Ty Cobb          | 36,6%  |
| Mais rebatidas simples                  | Pete Rose        | 3215   |
| Mais rebatidas duplas                   | Tris Speaker     | 792    |
| Mais rebatidas triplas                  | Sam Crawford     | 309    |
| Mais home runs                          | Barry Bonds      | 762    |
| Mais grand slams                        | Alex Rodriguez   | 25     |
| Mais inside-the-park home runs          | Jesse Burkett    | 55     |
| Mais home runs por um arremessador      | Shohei Ohtani    | 44     |
| Mais RBIs                               | Hank Aaron       | 2297   |
| Mais rebatidas                          | Pete Rose        | 4256   |
| Mais corridas                           | Rickey Henderson | 2295   |
| Maior média de bases conquistadas (OBP) | Ted Williams     | 48,17% |
| Mais bases roubadas                     | Rickey Henderson | 1406   |
| Mais roubos do home                     | Ty Cobb          | 54     |
| Mais alta média em slugging             | Babe Ruth        | .6897  |
| Mais alta média em OPS                  | Babe Ruth        | 1.1636 |
| Mais walks                              | Barry Bonds      | 2553   |
| Mais walks intencionais                 | Barry Bonds      | 686    |
| Mais strikeouts                         | Reggie Jackson   | 2597   |
| Mais vezes ao bastão                    | Pete Rose        | 14.053 |
| Mais bases totais                       | Hank Aaron       | 6856   |
| Mais corridas criadas                   | Babe Ruth        | 2757   |
| Mais partidas jogadas                   | Pete Rose        | 3562   |

## Recordes em arremessos: carreira (1876–presente)
| Recorde                                                                      | Jogador        | #     |
| ---------------------------------------------------------------------------- | -------------- | ----- |
| Mais vitórias                                                                | Cy Young       | 511   |
| Mais derrotas                                                                | Cy Young       | 316   |
| Menor E.R.A.                                                                 | Ed Walsh       | 1,82  |
| Mais no-hitters                                                              | Nolan Ryan     | 7     |
| Mais strikeouts                                                              | Nolan Ryan     | 5714  |
| Mais shutouts                                                                | Walter Johnson | 110   |
| Mais pickoffs                                                                | Steve Carlton  | 144   |
| Mais entradas jogadas                                                        | Cy Young       | 7354⅔ |
| Atingir rebatedor com bola                                                   | Gus Weyhing    | 277   |
| Mais home runs concedidos                                                    | Jamie Moyer    | 511   |
| Mais jogos completos                                                         | Cy Young       | 749   |
| Menor WHIP                                                                   | Addie Joss     | .968  |
| Mais salvamentos                                                             | Mariano Rivera | 652   |
| Mais alta porcentagem vitória-derrota                                        | Spud Chandler  | 71,7% |
| Mais jogos                                                                   | Jesse Orosco   | 1252  |
| Maior número de entradas consecutivas jogadas sem permitir corridas anotadas | Orel Hershiser | 59    |

### Era da bola viva(1920–presente)
(se diferente dos recordes gerais)
| Recorde                         | Jogador                                                          | #           |
| ------------------------------- | ---------------------------------------------------------------- | ----------- |
| Mais vitórias                   | Warren Spahn                                                     | 363         |
| Mais derrotas                   | Nolan Ryan                                                       | 292         |
| Menor ERA                       | Mariano Rivera (geral) Whitey Ford (arremessadores de início)    | 2.21 2.75   |
| Mais shutouts                   | Warren Spahn                                                     | 63          |
| Mais entradas jogadas           | Phil Niekro                                                      | 5404⅓       |
| Maior número de jogos completos | Warren Spahn                                                     | 382         |
| Menor WHIP                      | Mariano Rivera (geral) Pedro Martínez (arremessadores de início) | 1.004 1.054 |

## Recordes de receptores (catchers): carreira
- Mais pickoffs: Ivan Rodriguez 81
- Mais tentativas de roubo de bases: Gary Carter 2294

## Outros recordes
- Mais no-hitters como receptor: 4, Ray Schalk, 1914 (duas vezes), 1917 e 1922. Mais recentemente por Jason Varitek em 4 de Maio de 2008
- Maior número de vitórias da World Series (como técnico): 7, Casey Stengel, Joe McCarthy
- Maior número de aparições na World Series (como técnico): Casey Stengel, 10
- Maior número de aparições na World Series (time): New York Yankees, 40
- Maior número de títuloss na World Series (time): New York Yankees, 27
- Maior vencedor do MVP Awards: Barry Bonds, 7
- Maior número de Grand Slams por um arremessador: Madison Bumgarner, 2